# 石井晶
石井 晶（いしい あきら、1939年11月21日 - 2013年7月15日）は、東京都足立区出身のプロ野球選手（内野手）・コーチ・監督、解説者。ニックネームは「ゴジ」。

## 経歴
足立高校卒業後は1958年に東京鉄道管理局へ入社し、河野安男（のち近鉄）と共に中心打者として第29回全国鉄道大会の優勝に貢献。同大会の首位打者となり、1959年にはプロ入りした河野の後継の4番・一塁手を務め、都市対抗の予選などで活躍。
1960年に阪急ブレーブスへ入団し、当初から背番号「6」で即戦力として期待されていた。1年目の同年は主に控え三塁手として33試合出場にとどまるが、2年目の1961年には三塁手のレギュラーを人見武雄と争い80試合に先発出場。
1963年は開幕から一塁手として起用されるもシーズン中盤に失速するが、ウエスタン・リーグで歴代最高の打率.396を記録して首位打者となる。
1964年には戸口天従に代わり一塁手の定位置を獲得すると、初めて規定打席に到達した（14位、打率.272）。ダリル・スペンサーを押しのけて4番打者に座るなど強打者として主力を張り、自己最多の15本塁打を放って2位躍進に貢献。同年は自身唯一のオールスターゲーム出場も果たし、7月22日の第3戦（大阪）で伊藤芳明から本塁打を記録。
1967年シーズン中盤からはスペンサーが一塁手に回る試合が多くなり、それ以降もフランシス・アグウィリーら外国人選手との併用が続くが、優勝争いを演じるチームの中で勝負強い活躍を見せた。
1969年の巨人との日本シリーズでは全6戦に一塁手として先発出場し、18打数7安打3本塁打5打点と活躍。日本シリーズでは通算32打数11安打とよく打ったが、1970年は前半戦こそ好調が続くも6月に故障欠場でカル・エメリーに定位置を譲り、1971年限りで現役を引退。
引退後は阪急で二軍コーチ（1972年 - 1974年）→一軍コーチ（1975年 - 1981年）を務め、4年連続リーグ優勝と3年連続日本一を支えた。後輩の面倒見もよく、三塁ベースコーチとして強気で鳴らした。シーズン中から際どいタイミングでも必ずと言っていいほど本塁に突っ込ませ、客観的にはアウトのタイミングでも福本豊、簑田浩二の脚を計算に入れて大胆な決断を実行。1977年の日本シリーズでは巨人が戦前の予想で圧倒的に有利と言われていたが、阪急が2連勝して勢いに乗る。巨人が10月25日の第3戦（後楽園）に5-2で勝利して翌26日の第4戦（後楽園）を迎えるが、ここで巨人が勝てばタイとなって勝負は分からなくなるという流れを石井が変える。9回を迎えて2-1と巨人が1点差リードし、すでに2死で走者がない中、代打の藤井栄治が四球を選んで出塁すると簑田が代走で入る。すかさず二塁に盗塁を成功させると、打席には代打の切り札の高井保弘がいた。高井が3球目を左翼前に運ぶが、巨人の左翼手は張本勲から強肩の二宮至に代わっており、打球も速かったため本塁に走ってもアウトのタイミングであった。簑田も「これは際どいな」と思ったというが、石井の右手は勢いよく回り、簑田は一気に三塁を回って本塁へ走る。巨人の中継をついて本塁に滑り込んだ簑田は捕手のタッチを掻い潜る絶妙なスライディングもあって、間一髪セーフとなって土壇場で同点に追い付く。阪急はその後に3点を入れて逆転勝利を収め、翌27日の第5戦（後楽園）も制して日本一になるが、担当記者は「球史に残る三塁コーチのファインプレー。陰のMVP」と石井を評した。
阪急退団後はヤクルトの一軍内野守備コーチ（1982年）→一軍守備・走塁コーチ（1983年）→一軍外野守備・走塁コーチ（1984年）、阪神の二軍打撃コーチ（1985年 - 1988年）→一軍打撃コーチ（1989年）→二軍監督（1990年 - 1991年）→チーフコーチ（1992年）→一軍チーフ兼打撃コーチ（1993年 - 1994年）・二軍チーフ兼打撃コーチ（1997年）・二軍チーフ打撃コーチ（1998年）を務めた。「ゴジ」のニックネームが示すように強面ながら、誰からも愛される温和な性格であり、選手の立場に立った熱心な指導で信奉者は多く、阪神コーチ時代に指導したセシル・フィルダーはメジャーリーグ復帰後に本塁打王となり石井に感謝した。和田豊は1年目から指導を仰ぎ、1992年に一軍でブレイクした亀山努と新庄剛志も師匠として慕っていた。
阪神退団後は1999年に1年だけ田村コピーコーチ、2004年からは名古屋お茶の水医療秘書福祉専門学院・名古屋ウェルネススポーツカレッジ・JPスポーツ専門学校・日本プロスポーツ専門学校で監督を務めた。
一方でTigers-ai制作・配給による阪神戦中継の解説でも活躍したが、2010年2010年に病気で倒れて以降は寝たきりとなった。
2013年7月15日死去。73歳没。

## 詳細情報

### 年度別打撃成績
| 年 度      | 球 団      | 試 合 | 打 席 | 打 数 | 得 点 | 安 打 | 二 塁 打 | 三 塁 打 | 本 塁 打 | 塁 打 | 打 点 | 盗 塁 | 盗 塁 死 | 犠 打 | 犠 飛 | 四 球 | 敬 遠 | 死 球 | 三 振 | 併 殺 打 | 打 率 | 出 塁 率 | 長 打 率 | O P S |
| ---------- | ---------- | ----- | ----- | ----- | ----- | ----- | -------- | -------- | -------- | ----- | ----- | ----- | -------- | ----- | ----- | ----- | ----- | ----- | ----- | -------- | ----- | -------- | -------- | ----- |
| 1960       | 阪急       | 33    | 81    | 77    | 4     | 18    | 3        | 2        | 0        | 25    | 7     | 1     | 1        | 0     | 0     | 3     | 0     | 1     | 15    | 1        | .234  | .272     | .325     | .596  |
| 1961       | 阪急       | 95    | 318   | 297   | 22    | 76    | 14       | 3        | 3        | 105   | 25    | 2     | 5        | 2     | 0     | 15    | 0     | 4     | 43    | 11       | .256  | .301     | .354     | .654  |
| 1962       | 阪急       | 64    | 88    | 80    | 8     | 15    | 2        | 1        | 4        | 31    | 10    | 0     | 3        | 0     | 1     | 6     | 0     | 1     | 22    | 5        | .188  | .253     | .388     | .640  |
| 1963       | 阪急       | 140   | 324   | 310   | 31    | 79    | 11       | 3        | 4        | 108   | 31    | 1     | 4        | 1     | 1     | 12    | 0     | 0     | 39    | 11       | .255  | .283     | .348     | .631  |
| 1964       | 阪急       | 147   | 547   | 508   | 66    | 138   | 25       | 5        | 15       | 218   | 69    | 2     | 3        | 1     | 8     | 28    | 1     | 2     | 70    | 18       | .272  | .312     | .429     | .741  |
| 1965       | 阪急       | 137   | 456   | 428   | 28    | 103   | 16       | 1        | 1        | 124   | 33    | 2     | 1        | 2     | 6     | 20    | 1     | 0     | 51    | 9        | .241  | .275     | .290     | .564  |
| 1966       | 阪急       | 134   | 508   | 458   | 49    | 107   | 26       | 2        | 10       | 167   | 57    | 6     | 8        | 3     | 7     | 36    | 2     | 4     | 74    | 10       | .234  | .295     | .365     | .660  |
| 1967       | 阪急       | 83    | 165   | 150   | 16    | 36    | 6        | 0        | 2        | 48    | 9     | 1     | 1        | 1     | 2     | 12    | 0     | 0     | 28    | 4        | .240  | .296     | .320     | .616  |
| 1968       | 阪急       | 112   | 230   | 213   | 14    | 53    | 9        | 0        | 5        | 77    | 21    | 2     | 2        | 1     | 5     | 9     | 0     | 2     | 34    | 5        | .249  | .286     | .362     | .647  |
| 1969       | 阪急       | 114   | 250   | 226   | 22    | 53    | 5        | 0        | 3        | 67    | 21    | 5     | 0        | 4     | 2     | 16    | 0     | 2     | 33    | 4        | .235  | .291     | .296     | .587  |
| 1970       | 阪急       | 111   | 277   | 255   | 24    | 74    | 20       | 0        | 1        | 97    | 19    | 5     | 4        | 1     | 2     | 17    | 1     | 2     | 54    | 9        | .290  | .339     | .380     | .720  |
| 1971       | 阪急       | 92    | 134   | 115   | 10    | 28    | 1        | 0        | 3        | 38    | 14    | 2     | 1        | 2     | 0     | 16    | 1     | 1     | 16    | 1        | .243  | .341     | .330     | .671  |
| 通算：12年 | 通算：12年 | 1262  | 3378  | 3117  | 294   | 780   | 138      | 17       | 51       | 1105  | 316   | 29    | 33       | 18    | 34    | 190   | 6     | 19    | 479   | 88       | .250  | .297     | .355     | .652  |

- 各年度の太字はリーグ最高

### 記録
節目の記録
- 1000試合出場：1969年7月13日 ※史上140人目

その他の記録
- オールスターゲーム出場：1回 （1964年）
- ウエスタン・リーグ首位打者：.396 （1963年）
- ウエスタン・リーグ歴代最高打率：.396 （1963年）

### 背番号
- 6 （1960年 - 1971年）
- 72 （1972年 - 1981年、1985年 - 1987年、1990年 - 1994年）
- 71 （1982年 - 1984年）
- 82 （1988年 - 1989年）
- 75 （1997年 - 1998年）